# Эррера, Франсиско (старший)
Франси́ско Эрре́ра Ста́рший (исп. Francisco Herrera el Viejo; 1576, Севилья — 1656, Мадрид) — испанский живописец, гравёр и художник-медальер «Золотого века испанского искусства». Считается основателем севильской живописной школы. Караваджист. Первый учитель Диего Веласкеса.
Сын Эрреры Франсиско стал живописцем, художником-гравёром и архитектором.

## Биография
Франсиско Эррера начинал своё обучение в Севилье у живописца Франсиско Пачеко, свои первые работы он создал в возрасте двадцати лет. В 1616 году он получил важный заказ для монастыря Сан-Франсиско в Севилье, не сдав экзамена в гильдии живописцев, поэтому некоторые из его коллег подали против него иск. В 1619 году он выдержал это испытание. В 1650 году Эррера переехал в Мадрид.
Суровость и необузданность характера Эрреры, ставшая причиной того, что в конце концов от него ушли все его ученики и даже члены семейства (его сын уехал в Рим, а дочь — в женский монастырь), отражались отчасти и в его произведениях; тем не менее он владел правильным рисунком, прекрасно изображал нагое тело, отлично группировал фигуры, умел придавать головам выразительность и своим мастерством использования светотени положил начало развитию караваджизма в севильской школе живописи. Будучи заподозрен — справедливо ли, или ошибочно — в выделке фальшивых монет, он укрылся в иезуитском монастыре Святого Герменегильда, где оставался до тех пор, пока в 1624 году, проездом через Севилью, его не помиловал король Филипп IV.
В его живописной манере можно увидеть влияние других знаменитых художников, таких как Хуан де Роэлас, Франсиско де Сурбаран и Диего Веласкес. Многие из его небольших картин маслом изображают ярмарки, танцы, харчевни и трактиры, и посвящены обыденной жизни испанцев. Почти все большие картины Эрреры написаны для церквей. В Севилье он написал «Святого Петра» для собора и «Страшный суд» для церкви Сан-Бернардо, причём последняя картина считается его шедевром.
Выполнив множество поручений в родном городе, в 1650 году Франсиско Эррера переехал в Мадрид, где снискал большую известность. В архиепископском дворце находятся четыре больших картины, одна из которых, «Моисей, источающий воду из скалы», отличается драматизмом и смелой техникой.
Эррера писал фрески, и считается, что его лучшие работы были сделаны на своде церкви Святого Бонавентуры, но все его фрески позднее были утрачены. Ни одно из архитектурных произведений Эрреры Старшего не упоминается.
Эррера Старший считается, наряду с Роэласом, художником переходного периода от маньеризма к барокко. Роэлас был старше его, и это означает, что на его творчество повлиял стиль первого. Оба готовили почву для внедрения в испанскую живопись манеры тенебризма, до появления в Мадриде произведений Хосе Риберы.
Эррера обладал энергичным караваджистским стилем, достаточно смелым на общем фоне севильской художественной школы тех лет. Он работал в Севилье до 1638 года, когда переехал в Мадрид, где встретил Диего Веласкеса. Возможно даже, что последний, также севильского происхождения, был учеником Эрреры в течение очень короткого периода времени. Об этом упоминает в своих «Жизнеописаниях» испанский историограф Антонио Паломино.

## Галерея

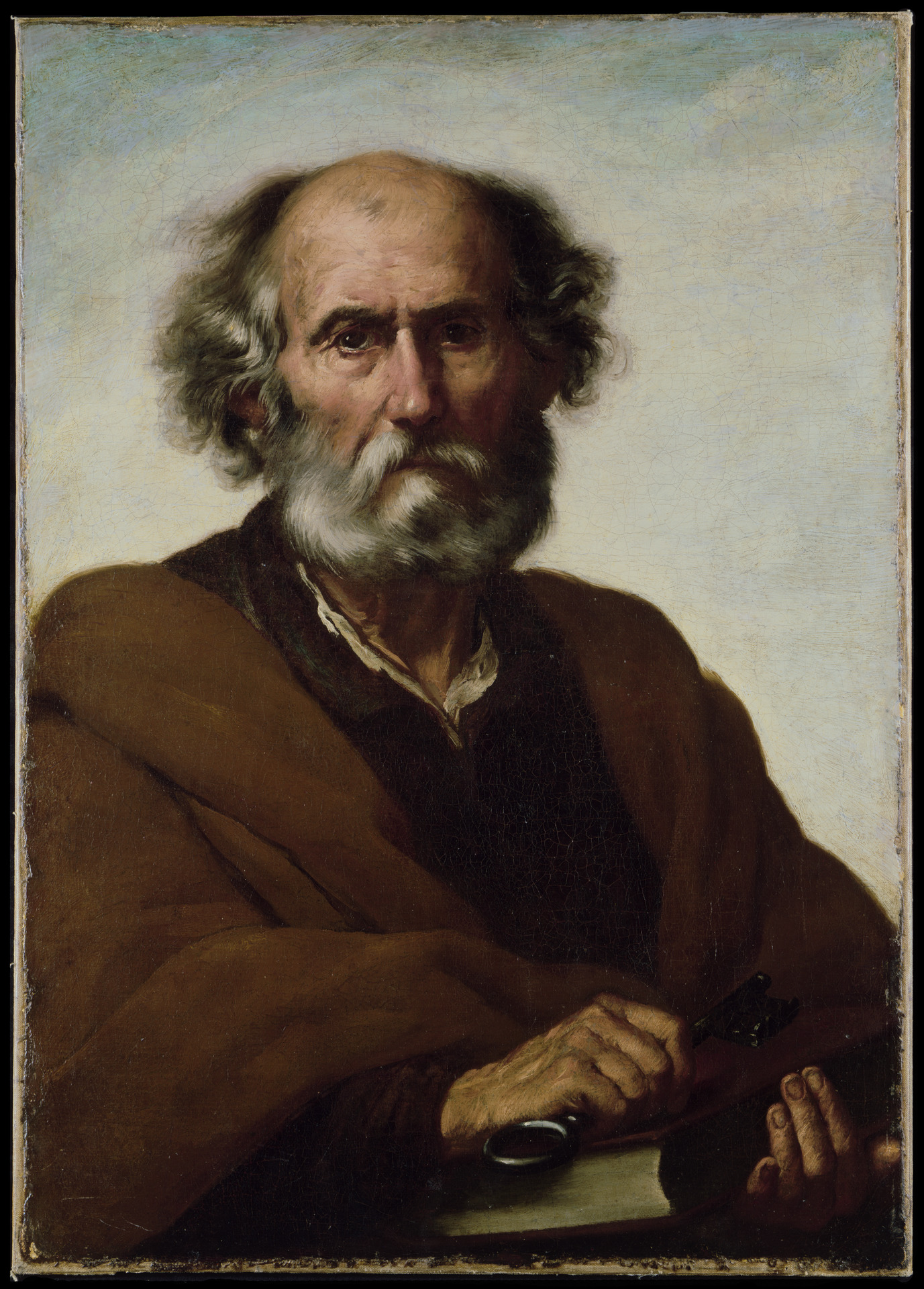
Святой Пётр. Между 1630 и 1640. Холст, масло. Художественная галерея Йельского университета, Нью-Хейвен, США
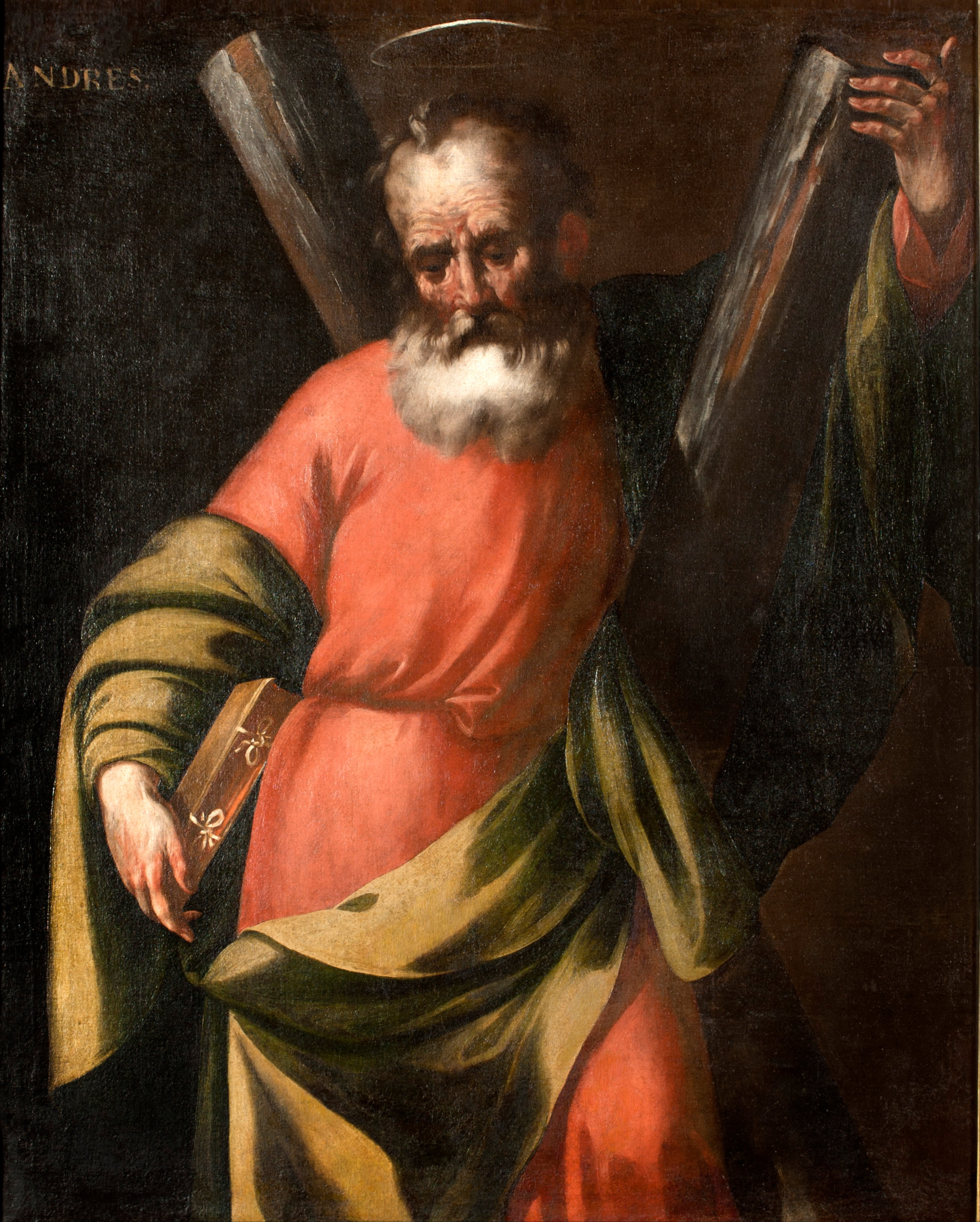
Святой Андрей. Ок. 1620. Холст, масло. Музей Эль Греко, Толедо
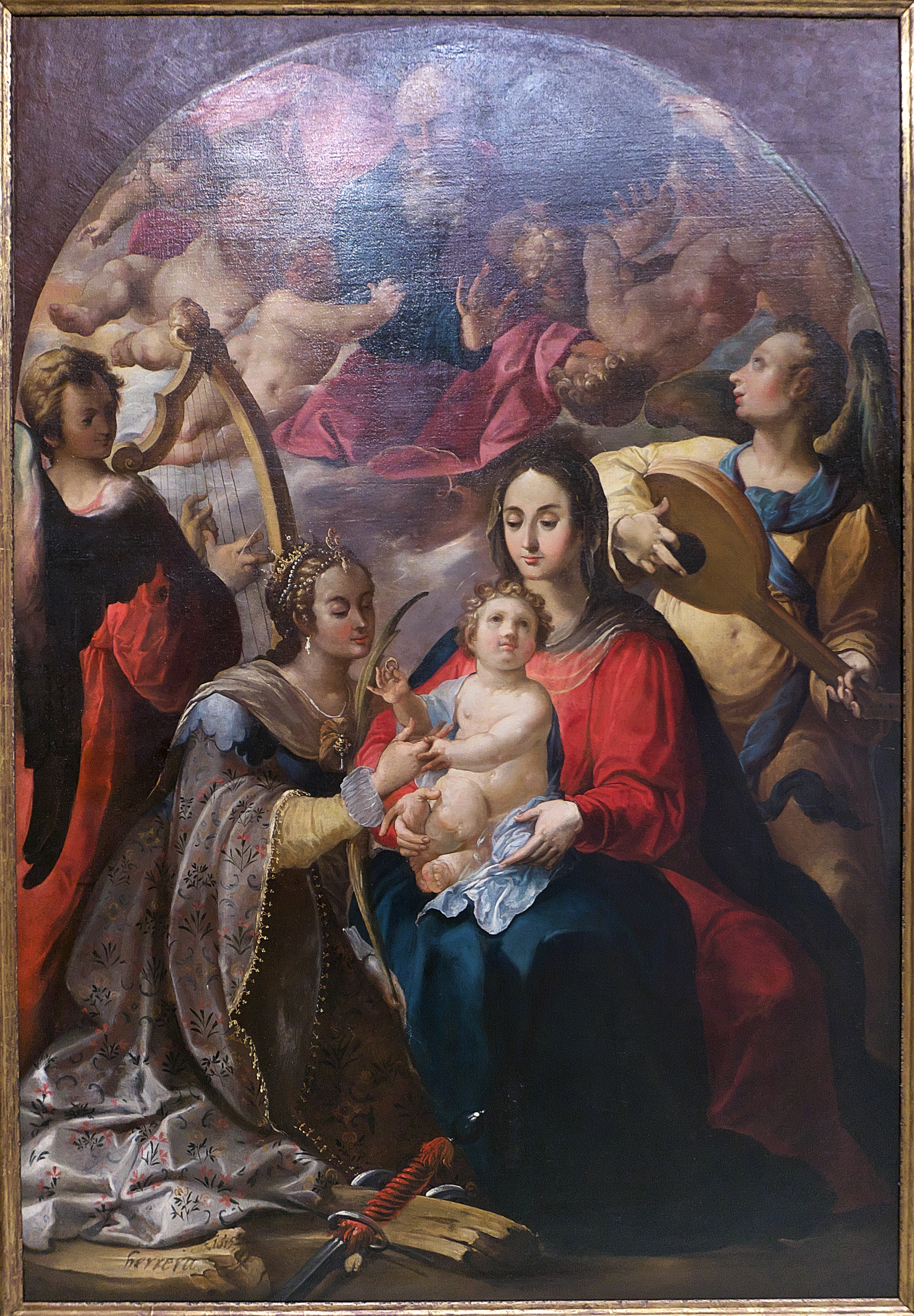
Мистическое обручение святой Екатерины. 1615. Холст, масло. Музей изящных искусств, Севилья
Святой Бонавентура, получающий причастие из рук ангела. 1628. Холст, масло. Лувр, Париж
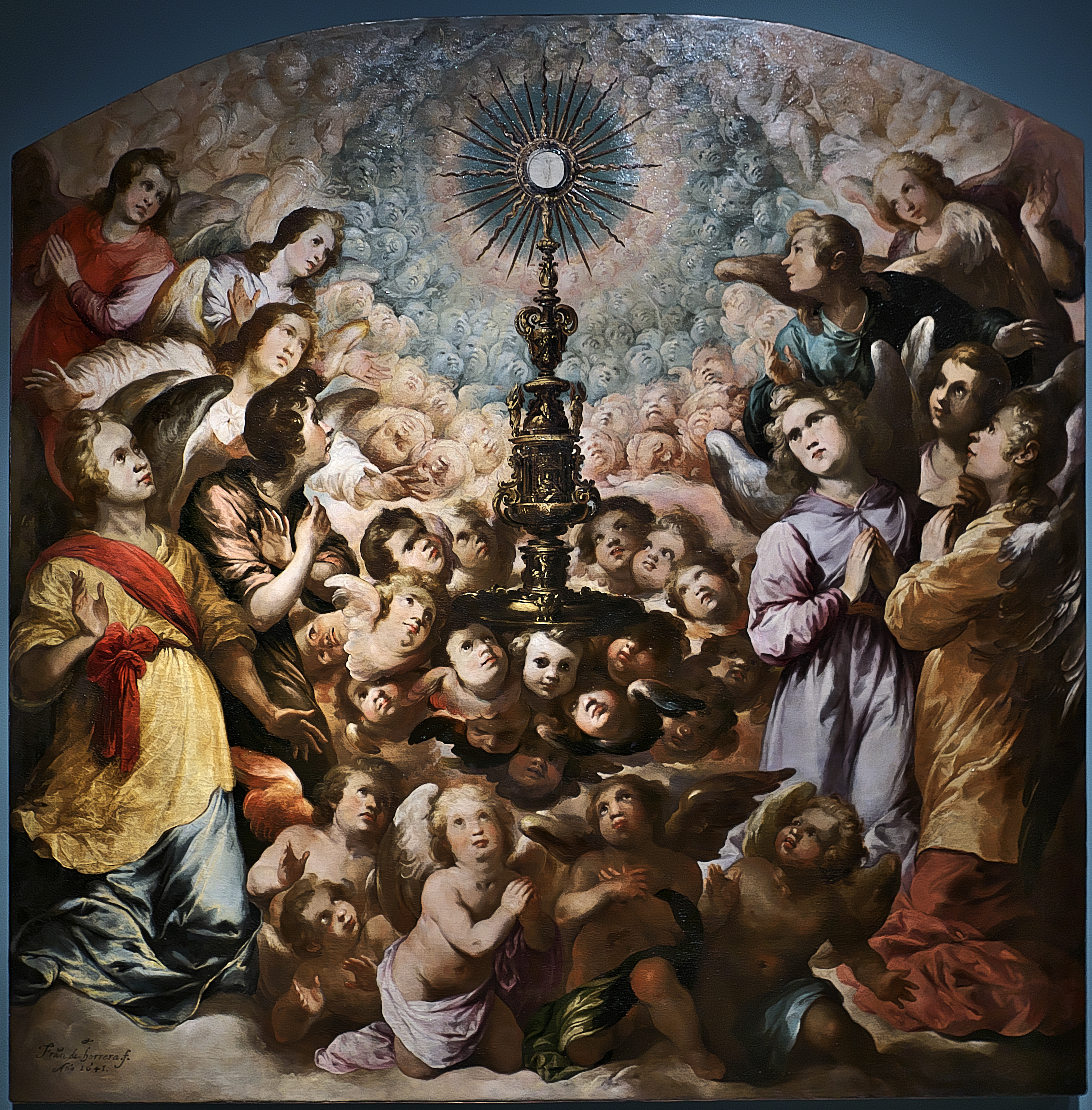
Аллегория Евхаристии. 1641. Холст, масло. Братство семи слов, Севилья
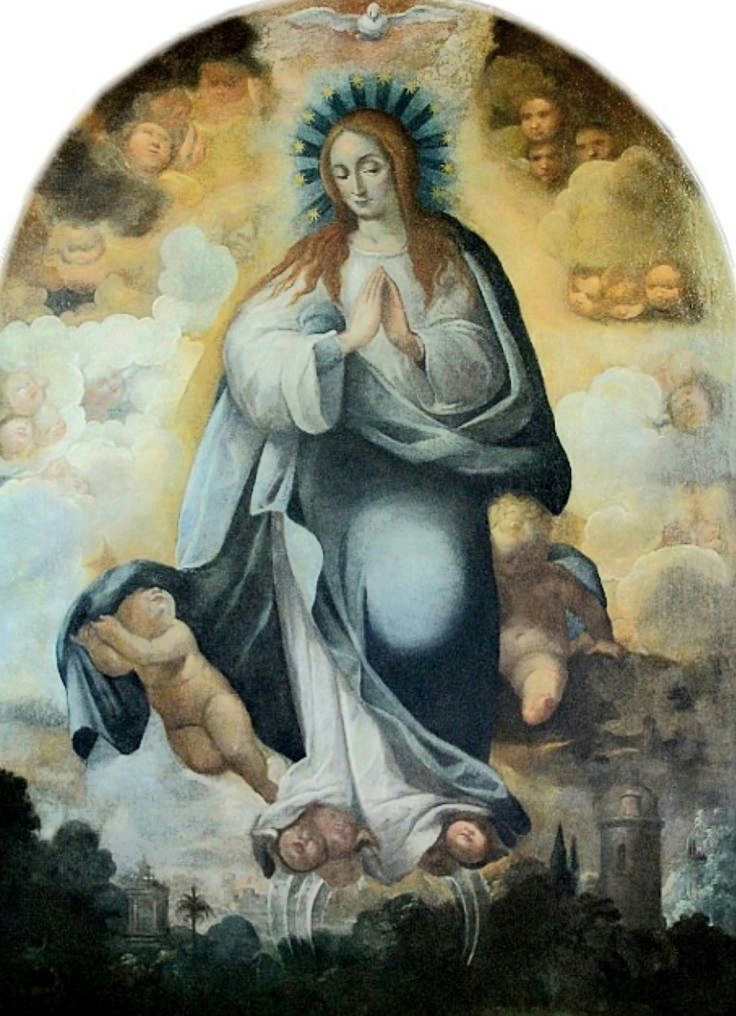
Мадонна Иммакулата. 1616
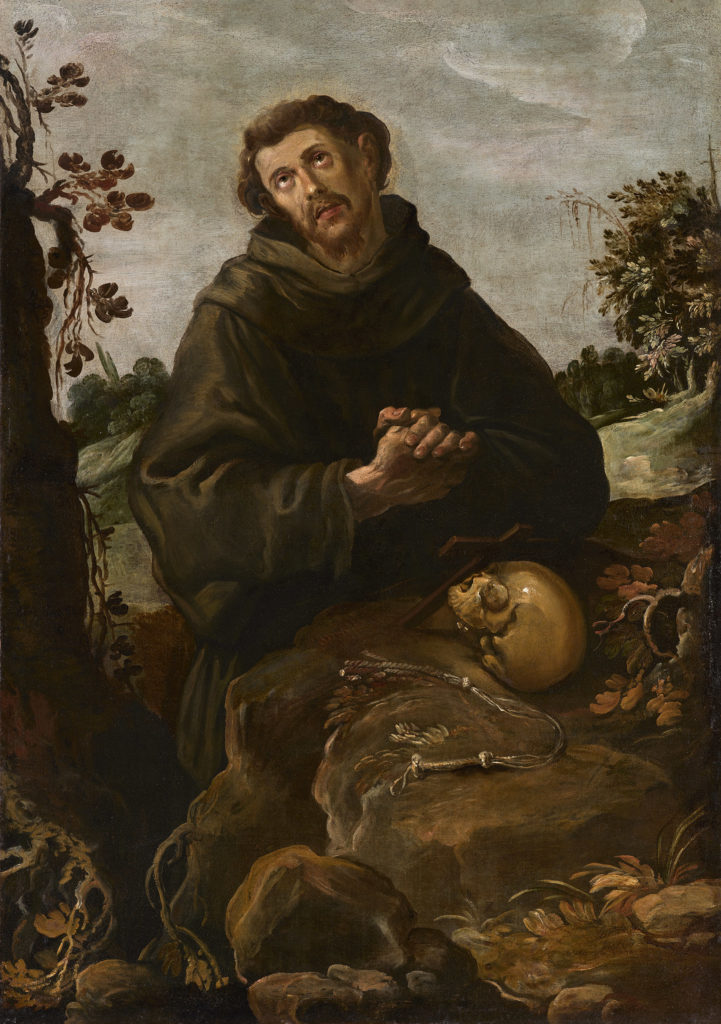
Святой Франциск. Ок. 1625. Холст, масло. Музей Медоуз, Даллас, Техас, США